# Hugo Velarde
Hugo Velarde (geboren am 18. Mai 1958 in La Paz, Bolivien) ist ein Berliner Philosoph, Schriftsteller, Verleger, Übersetzer und Musiker.

## Leben
Nach dem Abitur im Oktober 1976 am humanistisch-musikalisch ausgerichteten Instituto Eduardo Laredo in Cochabamba, Bolivien, kam Hugo Velarde Anfang Januar 1977 nach Ostberlin, wo er bis zum 12. Juli 1977 in der Brigade „Schadow“ beim Ingenieurhochbau Berlin (IHB) als Bauhilfsarbeiter beschäftigt war. Danach absolvierte er einen einjährigen Deutsch-Kurs zur Vorbereitung auf das Universitätsstudium am Herder-Institut Leipzig. Von 1978 bis 1980 studierte er Philosophie an der Karl-Marx-Universität Leipzig und ab 1980 an der Humboldt-Universität zu Berlin. Während des Studiums widmete er besondere Aufmerksamkeit der Rezeption von Antonio Gramscis Hegemonie-Theorie im deutschsprachigen Raum, Italien, Frankreich, England und Lateinamerika; anschließend der deutschen Wissenssoziologie, die 1983 zur Diplomarbeit über Karl Mannheims Ideologie und Utopie (1929) an der Berliner alma mater führte.
1987 promovierte Velarde an der Sektion Philosophie der Humboldt-Universität zu Berlin mit Karl Mannheims soziologisches Programm – Studie über Genesis und Struktur der Wissenssoziologie. 1989 wurde er wissenschaftlicher Mitarbeiter am Institut für Theorie, Geschichte und Organisation der Wissenschaft der Akademie der Wissenschaften der DDR in Berlin. Danach setzte die an diesem Institut wissenssoziologisch begonnene Auseinandersetzung mit Pierre Bourdieus „Kritik der theoretischen Vernunft“ (im Zusammenhang mit der Beobachtung unterschiedlicher soziokultureller Praktiken in ihrer lebensweltlich jeweils performativen Widersprüchlichkeit) freiberuflich ein, die seine publizistische Tätigkeit prägte.
Seit 2008 ist er Mitarbeiter im Verlag Theater der Zeit. Er übernahm bis 2011 die Digitalisierung des Gesamtbestandes der gleichnamigen Zeitschrift seit 1946.
Von 1999 bis 2013 war Velarde Redakteur der im BasisDruck Verlag erschienenen Zeitschrift Gegner. Seit März 2014 ist er Redakteur der Nachfolgezeitschrift Abwärts!
Velarde publizierte ab 1988 experten- und alltagskulturell unterschiedliche Beiträge in verschiedenen Medien und Formaten und koordinierte diverse Veranstaltungsreihen  – wie Die Zukunft des Dramas zwischen dem 26. und dem 28. Januar 2017.

## Publikationen (Auswahl)
- Zu Wolfgang Engler Unerhörte Freiheit. Arbeit und Bildung in Zukunft. Aufbau Verlag 2007, 175 Seiten. In: Beiträge und Buchbesprechungen zur Sachbuchforschung 2005-2009. Arbeitsblätter zur Sachbuchforschung 22. Mainz, Juli 2014. S. 161–164.[12]
- Das Bewußtwerden des Verhängnisses. Alfred Seidels Leben und Denken in der frühen Weimarer Republik. In: Archiv für die Geschichte des Widerstandes und der Arbeit (Nr. 18, 2008), 1. Auflage, S. 173–184. Herausgegeben mit Unterstützung des Instituts für Historische Sozialforschung e. V., Bochum. Redaktion: Wolfgang Braunschädel, Johannes Materna.[13]
- Staatssozialismus auf Ölbasis? Verstaatlichungen oder »nacionalizaciones« haben in Lateinamerika eine lange Tradition, sind aber an sich keine Zauberformel zur Überwindung der ökonomisch prekären Verhältnisse. In: antidot. Wochenzeitung aus der widerständigen Linken, Zürich 25. Mai 2007, S. 11.
- Aurora macht das Licht aus. In: Der Sanitäter (Sammlung), Peter-Engstler Verlag, Nr. 10, 2006.[14]
- Provinzen und Welten (Zeugnisse des Umbruchs. Ostdeutsche Zustände – westdeutsche Verhältnisse). In: Gesellschaft mit begrenzter Haftung. Zumutungen und Leiden im deutschen Alltag. Hrsg. von Franz Schultheis und Kristina Schulz. UVK Verlagsgesellschaft 2005, 592 S. Beitrag auf S. 209–220.[15]
- Aufstand im Lakandonischen Urwald. Subcomandante Marcos’ fabelhafte Philosophie. In: Internationale Wissenschaftliche Korrespondenz zur Geschichte der deutschen Arbeiterbewegung (IWK), 38. Jahrgang, Dezember 2002, Heft 4.[16]
- Denken im Bösen? Intellektuelle im deutsch-deutschen Labyrinth. In: Jenseits der Mauer, Hrsg. von der Kleinen Humboldt-Galerie der Humboldt-Universität zu Berlin, 1994.
- La Escuela de Frankfurt. In: ebda., September 1989.[17]
- Als Ludwig Cronenbold (Pseudonym): Aufklärung als Distanz – Distanz von der Aufklärung. In: Ariadnefabrik III/1988 (3. Jahrgang), Berlin, S. 28–41.
- Mit Jörg Riedel: Rezension zu Pietro Rossi Vom Historismus zur historischen Sozialwissenschaft. Frankfurt am Main 1987. In: Seminarum – Forschungs- und Studienmaterialien der Sektion Philosophie der KMU-Leipzig 1988 (Heft 5), S. 68–72.

Zudem veröffentlichte er in der Deutschen Zeitschrift für Philosophie, FAZ (Berliner Seiten), Der Freitag, TAZ und an weiteren Stellen.